# 木島俊介
木島 俊介（きじま しゅんすけ、1939年2月27日 - 2024年4月20日）は、日本の美術史家、美術評論家。共立女子大学名誉教授。元地中海学会副会長。

## 人物
鳥取県生まれ。1964年慶應義塾大学文学部哲学科美学美術史攻卒業。同大学大学院修士課程修了。フィレンツェ大学、ニューヨーク大学大学院、同美術史研究所に学ぶ。
共立女子大文芸学部教授、2009年、定年退任、名誉教授。群馬県立近代美術館館長、群馬県立館林美術館館長、Bunkamuraザ・ミュージアムプロデューサー。1992年地中海学会常任委員・副会長、日本美術評論家連盟常任委員。
2014年7月1日よりポーラ美術館館長を務め、2023年7月1日に退任。
2024年4月20日に死去。85歳没。

## 著書
- ミステリアス、ピカソ 画家とそのモデルたち （福武ブックス 1989年4月）
  - 女たちが変えたピカソ（改題、中公文庫）
- アメリカ現代美術の25人 （集英社 1995年1月）
- 美しき時祷書の世界 ヨーロッパ中世の四季 （中央公論社 1995年11月）
- クリムトとウィーン （六耀社 2007年12月）

## 共編著
- ファブリ世界名画集 92 エドワール・ヴュイヤール （平凡社 1972年）
- ファブリ研秀世界美術全集 18 マティス、マルケ、デュフィ、ルオー、ボナール （研秀出版 1976年）
- 世界美術全集 13 ターナー （山崎正和共著 小学館 1977年9月）
- 現代世界の美術 1 モネ （集英社 1985年8月）
- 少年少女名作絵画館 2 ミケランジェロ 神へのあこがれ （サンケイ新聞写真ニュースセンター 1986年10月）
- アメリカ絵画200年展 ティッセン＝ボルネミッサ・コレクション （中村隆夫共編 東京新聞 1991年）
- モダンアートの魅力 20世紀、アートの時代を眺望する （同朋舎出版（グレート・アーティスト別冊） 1992年1月）
- 女像 （亀倉雄策共編著 講談社 1994年6月）
- 神と人のおはなし 神話・伝説 （島田紀夫共著 サンケイ新聞写真ニュースセンター（西洋名画これくしょん） 1995年3月）

## 翻訳
- ピエール・ボナール （Andre Fermigier 美術出版社 1969年）
- エドゥアール・ヴュイヤール （ステュアート・プレストン解説 美術出版社 1974年）
- ベリー侯の豪華時祷書 （レイモン・カザル 中央公論社 1989年1月）
- ニューヨーク・アーティスト50人 （リチャード・マーシャル 同朋舎出版 1992年2月）

（監修・監訳は除いた）